# 人造人間18号
人造人間18号（じんぞうにんげんじゅうはちごう）は、鳥山明の漫画『ドラゴンボール』またはアニメ『ドラゴンボールZ』『ドラゴンボールGT』『ドラゴンボール改』『ドラゴンボール超』に登場する架空の人物。声優は伊藤美紀。

## 人物像
レッドリボン軍の生き残りであるドクター・ゲロが、孫悟空を殺害する目的で人間の女性をベースに改造した人造人間。人間をベースにして、ほとんど有機質だけで改造している。同じくゲロによって改造された人造人間17号は双子の弟である。ゲロは17号がパワーを大きくしすぎて全く言うことを聞かなかったため、17号よりはパワーを多少抑えて改造したが、言うことを聞かないことは変わらなかった。そうやってパワーを抑えても超サイヤ人を凌駕する実力は永久エネルギー炉の異常なパワーによって担保されており、生みの親であるゲロでさえ手に負えないほどである。他の人造人間らと同様に飛行能力を有し、気（気配）を一切感じさせない。また、エネルギー切れがないために疲労を感じることはない。フリーザを一刀両断したトランクスの剣を片腕で受け止めて刃こぼれを生じさせるほど肉体も頑強。
生身の人間をベースとしているため生殖能力は残っており、のちにクリリンとの間に娘のマーロンをもうける。また、基本は人間なので修業をすればさらに強くなることが可能で、食事は必要としないが水分補給は必要。
アニメ『ドラゴンボール超』第83話「第7宇宙代表チームを結成せよ! 最強の10人は誰だ!?」での孫悟飯の発言によると「人造人間17号と人造人間18号の2人は元は人間で、細胞レベルで超人に改造してあるだけ」とのこと。
外見は人間と区別が付かない。かなりの美人で、多くの男性から「いい女」などと評される。細胞の劣化が遅いために年の取り方も遅い。原作や『Z』の末期の頃でも外見そのものは変わっていないが、髪型や服装を年相応に変えている。
ビジネスライクな性格で、賞金や景品がないと戦闘しない他、言葉遣いも荒く、金銭面にがめついなど粗野な面も目立つが、基本的に常にクールで高飛車な態度を貫いている。一方で一般的な女の子同様にファッションに気を遣っており、ブロンドの髪を掻きあげる癖がある。クリリンに別れの挨拶としてキスをしてからかうなど女性らしい一面も時折のぞかせる。気持ちを素直に表現できない奥手なところもあり、特にアニメではその部分が強調された。恐ろしい悪役としての登場だったものの、無闇に人や動物の命を奪うことはせず、作中の時間軸の18号は結果的に直接的には誰一人として殺していない。また、自分たちを追って来たベジータたちや警官も追撃不能にした時点で攻撃を止めており、アニメでは自動車で走行中に暴走族に絡まれても追撃不能にしているだけだった。
完成当初は造ったドクター・ゲロすらも恐れるほどに残虐な性格となってしまい命令を全く聞かず、それを修正する何らかの再調整を受けて機能を停止させられていた。ゲロがベジータらに追い詰められたことで「直っておれば良いのだが」と言いつつやむなく起動、再調整が「上手く直った」と安心したゲロだったが、勝手に自分たちを改造したゲロを恨んでいることは変わらず、結局、ゲロはもうひとつの未来と同じく17号に殺害された。トランクスが言うには、未来の人造人間よりも戦闘力は高く性格も異なる。

## 名前
作中、「人造人間18号」か「18号」以外の呼び名で呼ばれる場面はない。自身も「18号」としか名乗らず、魔人ブウ編の天下一武道会で氏名を呼ばれた際、係員から「18号とは名前なのか」と問われて不機嫌そうに認めるシーンがあった。
人間だった頃の名前は「ラズリ」。なお弟である17号の人間だった頃の名前は「ラピス」である。

## ストーリーへの絡み

### 人造人間・セル編
ドクター・ゲロに恨みを持つ18号は、弟の17号と同様に、テスト段階においてゲロの命令に従わない問題が判明していたため、ゲロにとっては起動させたくない存在であった。悟空たちとの戦いで、唯一命令に忠実だった19号をベジータに破壊され、後にゲロ自身も重傷を負って後がなくなったことで、苦肉の策として17号とともに起動させられた。2人は当初こそ命令に従う振りをしていたものの、それによってゲロを油断させた隙に、自分たちを緊急停止させるコントローラーを奪って破壊。最終的には17号がゲロを殺している。
その後は16号、17号とともに悟空を倒すために行動し、その途中でベジータと戦うことになる。ベジータとは当初は互角であったが、スタミナの減らない点（永久エネルギー）を生かして次第に体力が落ちるベジータを圧倒。一方的な展開で勝利を収め、ベジータのプライドを打ち砕いた。その経緯でトランクスにも圧倒的な力の差を見せ付けている。このとき、人造人間の強さに圧倒されて尻込みしていたクリリンのことをからかう意味で頬にキスをしているが、このことがクリリンに恋心を芽生えさせる結果となった。
16号の情報を基に悟空の家に向かう途中、服屋に立ち寄り、先のベジータ戦でボロボロになった服を替えるが、気にいらず、悟空の家に辿り着くまでの間に服を着替え直していた。
17号とピッコロの戦いの最中、セルの登場によって事態は一転。17号と18号を吸収することで自らを完全体にしようと目論むセルに付け狙われ、悟空を倒すどころではなくなる。18号は、17号が吸収された後、現れた天津飯の決死の攻撃で16号とともに逃亡を図る。その後、ブルマらによって人造人間の緊急停止コントローラーが製作されており、自ら名乗り出たクリリンが人造人間を停止させる役目を負う。ベジータとセルの戦いに気を取られている18号にクリリンは接近するが、18号に恋心を抱いていたため、スイッチを押すことができず、本人の目の前でコントローラーを踏み潰す。その際クリリンは、18号に逃げるように諭し、「吸収されないで欲しい」と言っている。しかし、直後にセルに発見され抗戦の構えを取るも最終的にセルの太陽拳に目をくらまされた隙に吸収された。
セルゲームでの孫悟飯との戦いの際、セルが頭部に強烈な攻撃を喰らった影響で口から吐き出したために生還、無傷だった。セルゲーム終了後に意識を取り戻した後、悪態をついて飛び去ろうとしたが、ドラゴンボールへのクリリンの願いによって17号とともに体内の爆弾が取り除かれる。その後自分と17号がお似合いだと諦めるような発言をしたクリリンの前に飛び出し「17号は双子の弟だ」と誤解を解き、感謝などしていないと憎まれ口を叩くと同時に「またな」と再会を許容するような心境の揺れを見せる。この4年後にはクリリンと結婚し、娘のマーロンをもうける。

### 異時系列における人造人間18号
番外編「TRUNKS THE STORY -たったひとりの戦士-」および其之四百十九「もうひとつの結末」に登場。アニメでは『Z』第164話（アニメオリジナル）のトランクスの回想、テレビスペシャル『絶望への反抗!!残された超戦士・悟飯とトランクス』、『Z』第194話にて登場する。
作中の次元とは全く違う残虐な性格になっており、弟の17号とともに遊び感覚で破壊と殺戮を繰り返す絶望の象徴として捉えられている。破壊と殺戮を繰り返す理由は、「人間を見ると腹が立ち、人間が嫌い」だからと言っていた。その過程で孫悟飯をはじめとする武道家を全員殺害し、悟飯の死後に単独で戦いに挑んできたトランクスをも痛めつけた。その後パセリシティでコンピュータゲームに負けた腹いせで街を破壊していた際に過去から帰還したトランクスと対面し、「うっとうしい」という理由でトランクスを殺害しようとするが、もはやセルとの戦いを経て成長したトランクスの敵ではなく、「殺された仲間たちのカタキ」として気功波により消滅させられ、直後に「悟飯のカタキ」として17号もトランクスに倒されたため、姉弟共々あっけない最期を遂げた。
青年トランクスが生まれた次元の18号・17号は、作中の次元の18号・17号より実力が低かったことがトランクス自身によって語られている。服装は一貫して作中の次元でいう初登場時の格好。作中の次元ではボロボロになった服を替えるが、こちらの次元では着替えていない。しかし、テレビスペシャルと『Z』第194話の18号が17号と共に街を破壊して笑うシーンの時は、ジャケットの背中部分にレッドリボンのマークがあったが、前述のパセリシティでコンピュータゲームに負けた腹いせで街を破壊していた時からはレッドリボンのマークはない。
作中の次元に登場したセルが元々存在していた次元の18号は、17号と共にドクター・ゲロを殺害して研究所を出た。その際に「新しい服が欲しい」と言っていたが、その後に大きなパワーアップをしていないトランクスに何らかの方法によって破壊されている。

### 魔人ブウ編
セルとの戦いから7年後、開催される天下一武道会の賞金額を聞き、クリリンに出場するよう要求、自分も出ることを表明する。多数の選手が試合放棄したために行われたバトルロイヤルでジュエールを破り、孫悟天とトランクスが変装したマイティマスクと戦う。その強さに18号は訝るが、2人が超サイヤ人に変身したことですぐに正体を見破り、失格に追い込んだ。続いて圧倒的な力の差を見せ付けたミスター・サタンに対し、わざと負ける条件として優勝賞金の倍額の金を要求。名声を汚したくないサタンの足元を見る言動のほか、「金にならないから」と界王神に付いていくことを拒否するなど、金銭への執着を表すシーンが多く見られた。その後、精神と時の部屋から抜け出た魔人ブウ（悪）によって、神の宮殿で一度チョコレートにされて食い殺されるが、ドラゴンボールで生き返り、悟空の元気玉に協力している。アニメ版ではチョコレートにされるまでのシーンが描写されており、クリリンが食われた後、マーロンを抱きかかえて神殿内を駆けている最中にチョコレートに変えられてしまった。

### ドラゴンボール超
クリリンの良き妻として各シリーズに頻繁に登場している。
なお、原作およびアニメ『ドラゴンボールZ』『ドラゴンボールGT』『ドラゴンボール改』ではクリリンからは「18号」と呼び捨てで呼ばれていたが、本放送以降より「18号さん」と呼ばれ、敬語を使われるように変更されている。ただし、漫画版『ドラゴンボール超』では「18号」呼び、対等の口調のままとなっている。
- 「破壊神ビルス編」では、暴れだした破壊神ビルスに対してピッコロや天津飯と共に一斉に攻撃を仕掛けたが、ビルスの発した衝撃波に圧倒されすぐ戦闘不能にされた。
- 「フリーザ復活編」では、復活したフリーザと戦うクリリンにかつての道着を渡した。その際「ずっと戦闘力が高いから」と自分も戦場に出向こうとしたが、マーロンを守ってくれるようにクリリンに頼まれる。その後、クリリンに頼まれ剃髪して送り出した。その戦場に赴く後ろ姿を見た時、「カッコいい…」と惚れ直す描写がなされていた。
- 「“未来”トランクス編」では、かつて自分の敵だった未来の青年トランクスに再会。彼に対して未来世界における自分を絡めた冗談を言っていた。
漫画版では本人の出番はなし。一応、未来世界の新聞に掲載されるという形でのみ登場。
- 「宇宙サバイバル編」では、チーム対抗の武道大会「力の大会」に、第7宇宙代表の選抜戦士10名の内の1人として参戦（漫画版『ドラゴンボール超』では「クリリンより嫁さんの18号の方がずっと強い！」という悟空の意見により参戦が決定）[4]、最初は「タダ働きは嫌」という理由で参戦を反対していたが、悟空から1000万ゼニー出ると言われて怪しみながらもクリリンと共に参戦を表明した。また、弟の17号とはセル編の一件以降連絡を取っており、選抜戦士を探している悟空に17号の現在を話した。力の大会では、単独で第9宇宙の代表戦士ソレルを、第11宇宙の代表戦士タッパーとココットを、続いてクリリンとの連携で第4宇宙の代表戦士ショウサを、更には17号との連携で第2宇宙の代表戦士リブリアンと第3宇宙の代表戦士ビアラを連続して倒すといった活躍を見せるが、第3宇宙の合体戦士アニラーザによって場外から落ちかけた17号を身を挺してまで救い、その代わりに自らが場外へ落ちて脱落した。
漫画版ではプラン、ジーミズを一蹴。その現場を見ていたリブリアンに絡まれ、彼女と戦っている最中に第4宇宙の透明人間ガミサラスに奇襲を受けリブリアン一味共々場外に落ち、脱落となる[9]。また、リブリアンと美について語り合う場面がある[10]。
- アニメ版では17号の自爆に悲しみの表情を浮かべた18号だが、漫画版『ドラゴンボール超』では、17号の自爆機能は「17号と18号の爆弾装置を取り除いてくれ」というクリリンの願いを神龍が叶えたことによりとっくに失われており、18号は17号の嘘を見抜いていた[11]。

### ドラゴンボールGT
第30話初登場。ベビーに操られ、クリリンにツフル星移住計画の順番待ちをさせていたが、魔人ブウの割り込みで結局地球に残留することになり、立腹して買い物に従わせて荷物を全部持たせているなど（第36話）、夫を完全に尻に敷いている状態だった。しかし、かつて自分を改造したドクター・ゲロとドクター・ミューが開発した新17号によって仲間に迎え入れようと洗脳されかけるが、クリリンの呼び掛けによって洗脳が解かれ事なきを得た。その後、凶暴化した17号にクリリンを殺された際には涙と激しい怒りを見せる。そして17号と対峙する際、強い口調で娘を逃がそうとする。一度は自身も重傷を負うが、その後悟空と共闘。クリリンの仇討ちのために超17号にエネルギー弾の嵐を打ち込んで援護を行い、その間に悟空は龍拳を放つという作戦を展開。超17号はエネルギー吸収中のため身動きが取れず、それを見抜いた悟空の龍拳によって腹部を貫かれ、最後はかめはめ波で倒された。
また、この時クリリンに対する本音を語っている。最終回のクリリンの台詞からクリリンとは時折組み手などをしていた様子。
邪悪龍出現後に娘と一緒にカプセルコーポレーションを訪れたのが最後の登場となった。

### その他
ジャンプスーパーアニメツアー08上映作品『ドラゴンボール オッス!帰ってきた孫悟空と仲間たち!!』では、サタンが企画した祝賀パーティーにクリリン、マーロンと共に出席。助けを求めるターブルに加勢しようとしたクリリンを「一銭にもなりゃしないだろう」と一喝している。しかし危機に陥った際は身を呈して娘を守ろうとしており、そこへ駆けつけたクリリンに余裕を持って微笑みかけている。
ゲームボーイアドバンスゲーム『ドラゴンボールZ 舞空闘劇』では地球の戦士たちを次々と倒し、悟空と勝負を繰り広げるIFストーリーが描かれた。18号は悟空を倒したが命までは奪わず、互いに再戦を約束し立ち去っていった。その後、目標に飢えていた18号、17号、16号は自らセルを育て上げ完全体へと変身させる。しかしセルの強さは18号たちでは太刀打ちできず、危険を見越した16号の自爆によってセルは消滅した。以降は17号と当てのない旅に出るが、未来からタイムマシンでやってきた17号、18号と遭遇。冷酷無慈悲なもう一人の自分たちに気分を害し、戦いの末勝利する。そして17号の提案により、彼らが乗ってきたタイムマシンを使って未来へ行くことになった。最後に17号は「（人生に）無駄があれば未来の自分たちのようにはならない」と告げた。
『ドラゴンボール ゼノバース』では、時の界王神から依頼を受け主人公の師匠となる。当初は多額の報酬欲しさから師匠になったが、主人公の成長にゼニーでは得られない充足感を得て満足していた。ストーリーに登場する際は未来の18号の方が現れ、主人公と戦闘を繰り広げる。
『ドラゴンボールZ カカロット』では、第3章「戦慄の人造人間編」における敵として登場。第4章「復活の魔人ブウ編」からサポートキャラクターとなる。服装は第3章では原作に準拠しているが、第4章以降はカメハウスで孫悟飯に天下一武道会への参加を打診された時に着ていた服が、第25回天下一武道会で着ていた服装に変更されている。また、悟空がブウとの最終決戦に勝利し、ベジータたちと神殿に戻ってきた時に着ていた服が、原作登場初期のものに変わっている。

### 劇場版
『ドラゴンボールZ 超戦士撃破!!勝つのはオレだ』『ドラゴンボールZ 神と神』『ドラゴンボールZ 復活の「F」』『ドラゴンボール超 スーパーヒーロー』に登場。
劇場版第14作目『超戦士撃破!!勝つのはオレだ』では、天下一武道会での決勝戦にて、ミスター・サタンから、2000万ゼニーを貰う取引をした。その取立てにクリリンとマーロン、トランクスと悟天を連れてサタンの邸宅に押しかけた。その後、サタンの幼馴染でメイクイーン城の男爵であるジャガー・バッタが乱入し、ジャガー・バッタの仕向けたバイオ戦士たちと戦うことになる。後にバイオブロリーと戦うが、18号には手に負えなかった。バイオブロリーとの戦闘終了後に悟天たちと共にジャガー・バッタ男爵たちを連れてメイクイーン城内から脱出する際、クリリンが女性研究員に抱きつかれている姿を見て嫉妬していた。サタンが度々助けを求めたため、賞金を1億ゼニーまで吊り上げていた。
劇場版第18作目『ドラゴンボールZ 神と神』では、ブルマの誕生日パーティーに出席した。そこに現れた破壊神ビルスがミスター・ブウとプリンをめぐって戦いに発展していったため、ピッコロ、天津飯と共にビルスを取り押さえるべく挑むが、すぐに倒される。
劇場版第19作目『ドラゴンボールZ 復活の「F」』では、フリーザ軍戦に向かうクリリンに「私の方が強いから私が行こうか？」と気遣うがクリリンから「マーロンを守ってくれ」と頼まれクリリンを剃髪して送り出す。その際に戦いに赴くクリリンを「カッコいい…」と呟きながら見送り惚れ直している様子が覗える。この時にクリリンからは「18号さん」とさん付けで呼ばれていた。

## クリリンとの結婚の過程
18号とクリリンの交際・結婚に至る経緯については作中では触れられていない。この点について原作者の鳥山は「今まで出会ったことのない、真面目で純朴なタイプのクリリンに、だんだんと惹かれていったというストーリーが頭の中で出来上がっていたが、恋愛描写が苦手なため省いた」と発言している。結婚生活は幸福なようで、アニメではクリリンの「すごい幸せなんだから」という台詞に否定せず頬を赤らめている。
ゲーム『ドラゴンボールZ カカロット』では、セル戦後にカメハウスを訪れた18号をクリリンが初デートに誘うイベントが存在する。悟飯の協力を得てレストランでのデートに取り付けるも、当日になって18号が食事を必要としない事を知って落胆するが、せっかく予約してくれたのだからと18号が付き合う流れになっている。

## 設定の経緯
鳥山は元々人造人間編で登場する人造人間を、19号と20号の2体のみにする予定だった。しかし、初代担当編集者の鳥嶋和彦（当時、鳥山の担当編集者は近藤裕）から電話で「やっと敵が出てきたと思ったら、ジジイとデブじゃないですか」と文句を言われたため、急遽新たに17号・18号として、美形の男女の容姿をした人造人間を登場させることになった。それでも「今度はガキじゃないですか」と再度文句を言われたため、新たな敵としてセルが登場することになる。

## 主な技
原作では技名は付いていない。
パワーブリッツ
片手から発射される気功波。第25回天下一武道会にて使用している。エネルギー弾自体は人造人間編においてもセルの吸収を逃れるために自害のため使おうとしたが、撃つ際に、一瞬隙ができることをセルに看破され未使用に終わった。
アルティメットブラスター / インフィニティバレット
両手から気功波を大量に放出する。未来の18号がコンピュータゲームに負けた腹いせに街を破壊する時に使用。
気円斬（きえんざん）
気を刃物のように鋭く円盤状に練り上げ、ぶつけることで相手を切り裂く技。元々はクリリンが開発した技。第25回天下一武道会においてトランクスと悟天が変装していたマイティマスクと闘った時に使用。

### アニメ、ゲームオリジナル
アンドロイドバリヤー
体の周囲に球状のバリヤーを展開する。『ドラゴンボールZ Sparking! METEOR』などのゲームで使用する防御技。
アクセルダンス
17号もしくはクリリンと2人での攻撃にゲームで名称が付けられたもの。ゲームでは、17号とのものはベジータ、トランクス戦での様子が再現されている。相方がクリリンの場合、攻撃力が17号の時よりも1.5倍上昇する。
エネルギーウェイブ
両手を1度上に挙げてから、太い柱の気功波を「そおら♪」と言いながら放出する。『超武闘伝3』でも使用しているが、放出の際の構えや台詞などが異なる。『Ultimate Battle 22』では構えは同じだが、技名を言って放出する。
エネルギーボール
体内エネルギーを球形にして放出する技。エネルギーウェイブと同様に、掛け声を揚げながら両手を突き出すように発射される。『超武闘伝3』では、片手で気を込めて片手で放出している。『Ultimate Battle 22』では技名を言いながら両手を突き出すように発射する。
ドレインチャージ、スーパードレイン、ハイパードレイン
掴んだ相手からエネルギーを奪う技。3種類あり、それぞれ奪う効力が違う。
デッドリーダンス
前進しながら足技で連続蹴りを見舞う。
気円双波斬
両手に作り出した2つの気円斬を投げつける技。『ドラゴンボール ゼノバース』ではプレイヤーがこの技を18号から教えてもらえる。
その他にも、パームスマッシュ、ブラッディダンス、エネルギーフィールド、サディスティック18（ベジータを倒した時のように最後に蹴りを放つ）、インフィニットパワーホール、ハートシャワーなど、ゲームごとにオリジナルの技がいくつか存在する。

## テーマソング
ハートブレイク・メロディ、みょうに
歌 - KUKO / 作詞 - 風堂美起 / 作曲 - 清岡千穂 / 編曲 - 山本健司
あとはSilence…
歌 - 高瀬麻里子 / 作詞 - 渡辺なつみ / 作曲・編曲 - つのごうじ
人造人間18号とクリリンのテーマソング。
perfume No.18〜魔性の香り〜
歌 - KUKO&Yasumi / 作詞 - 森由里子 / 作曲・編曲 - 山本健司
My 18th Magic
歌・作曲・編曲 - cAnON.

## ゲームでの登場
アーケードゲーム『ドラゴンボールヒーローズ』にも登場しており、セルの吸収時のパートナーとしても活躍する。また、クリリンが自分のデッキにいると、自分とクリリンのガードアップ兼気絶無効のアビリティが永続かつ自動で発動するアビリティ「夫婦の絆」と、毎ラウンド終了時自分チームの体力を500回復し、自分の気力を1メモリ回復するアビリティ「永久エネルギー炉」を持っていることがある。また、人造人間17号のカードと組み合わせると敵のダメージ軽減効果を無効にして攻撃できるアビリティを持つこともある。
『ドラゴンボールZ カカロット』では、自分たちを捕らえて改造したゲロを恨み、反抗的かつ凶悪な態度をとっていた結果、ゲロの苦肉の策で停止装置と爆弾をつけられたことが明かされている。

## 補足
『ドラゴンボール完全版公式ガイド Dragonball FOREVER 人造人間編〜魔人ブウ編 ALL BOUTS & CHARACTERS』における人気投票では第10位にランク入りしている。
担当声優の伊藤は、「とにかく強くて、割り切って演じられるのでスカッとする」キャラクターと語る。その一方で未来世界の残虐な18号を演じた際は、心苦しかったとも発言している。
鳥山は人造人間17号と18号について、改造される前は姉弟揃って札付きの不良であり、いきのいい実験材料を探していたゲロに偶然遭遇し、さらわれて改造されたと語っている。
アニメ『ドラゴンボールZ』では「水が苦手」ということを話している。また、亀仙人に服の上からパフパフされたり、胸を揉まれる（第239話）といった、原作にはなかったシーンもあった。
鳥山は18号について「今まで描いたことの無かった女の子のタイプだから割と気に入ってました。つり目系が好き」とコメントしている。